# Inácio Lucas Mwita
Inácio Lucas Mwita (ur. 21 września 1969 w Napaco) – mozambicki duchowny katolicki, biskup Gurué od 2021.

## Życiorys
Święcenia kapłańskie otrzymał 21 czerwca 1998 i został inkardynowany do diecezji Nacala. Był m.in. diecezjalnym duszpasterzem powołań i seminarzystów, wykładowcą seminariów w Matoli i Maputo, rektorem sanktuarium maryjnego w Alua oraz wikariuszem generalnym diecezji.
2 lutego 2021 papież Franciszek mianował go ordynariuszem diecezji Gurué. Sakry biskupiej udzielił mu 21 marca 2021 biskup Germano Grachane.